# 西班牙社会学研究中心
社会学研究中心（西班牙語：Centro de Investigaciones Sociológicas，缩写 CIS）是西班牙的一个全国性自治研究机构，附属于首相府。主要负责社会学研究，以及民意调查等工作。总部位于马德里。

## 历史
该机构最早可以追溯到1963年佛朗哥政府设立的“公众舆论研究所”（Instituto de la Opinión Pública）。
1977年，在西班牙民主转型的首次大选后，该机构在首相府的重组中被更为现名。
该机构定期发行《西班牙社会学研究期刊》和其他书籍。